# پل مونی
پل مونی (انگلیسی: Paul Muni؛ زاده ۲۲ سپتامبر ۱۸۹۵ – درگذشته ۲۵ اوت ۱۹۶۷) هنرپیشه اهل ایالات متحده آمریکا بود.

## جوایز
- جایزه اسکار بهترین بازیگر نقش اول مرد در دومین دوره جوایز اسکار بخاطر فیلم داستان لوئی پاستور (۱۹۳۶)
- جایزه حلقه منتقدان فیلم نیویورک برای بهترین بازیگر نقش اول مرد بخاطر فیلم زندگی امیل زولا (۱۹۳۷)
- جام ولپی بخاطر فیلم داستان لوئی پاستور (۱۹۳۶)
- ۱۰۰ سال... ۱۰۰ قهرمان و شرور به انتخاب بفا

## فیلمشناسی
| سال  | فیلم                     | نقش                                                                                   | یادداشت |
| ---- | ------------------------ | ------------------------------------------------------------------------------------- | --- |
| ۱۹۲۹ | دلیر                     | James Dyke                                                                            | نامزدی — جایزه اسکار بهترین بازیگر نقش اول مرد |
| ۱۹۲۹ | Seven Faces              | Papa Chibou, Diablero, Willie Smith, فرانتس شوبرت، دن خوان، Joe Gans, ناپلئون بناپارت | |
| ۱۹۳۲ | صورت زخمی                | Antonio "Tony" Camonte                                                                | |
| ۱۹۳۲ | فراری از گروه مجرمان     | James Allen                                                                           | نامزدی — جایزه اسکار بهترین بازیگر نقش اول مرد |
| ۱۹۳۳ | The World Changes        | Orin Nordholm Jr.                                                                     | |
| ۱۹۳۴ | Hi, Nellie!              | Brad Bradshaw                                                                         | |
| ۱۹۳۵ | Bordertown               | Johnny Ramirez                                                                        | |
| ۱۹۳۵ | خشم سیاه                 | Joe Radek                                                                             | |
| ۱۹۳۵ | Dr. Socrates             | Dr. Lee Cardwell, nicknamed "Dr. Socrates"                                            | |
| ۱۹۳۶ | داستان لوئی پاستور       | لویی پاستور                                                                           | جایزه اسکار بهترین بازیگر نقش اول مرد جشنواره فیلم ونیز                                                                                                   |
| ۱۹۳۷ | خاک خوب                  | Wang                                                                                  | Released in sepia tone |
| ۱۹۳۷ | The Woman I Love         | Lt. Claude Maury                                                                      | |
| ۱۹۳۷ | زندگی امیل زولا          | امیل زولا                                                                             | جایزه حلقه منتقدان فیلم نیویورک برای بهترین بازیگر نقش اول مرد نامزدی — جایزه اسکار بهترین بازیگر نقش اول مرد                                             |
| ۱۹۳۹ | خوارز (فیلم)             | بنیتو خوارس                                                                           | |
| ۱۹۳۹ | We Are Not Alone         | Dr. David Newcome                                                                     | |
| ۱۹۴۱ | Hudson's Bay             | Pierre-Esprit Radisson                                                                | |
| ۱۹۴۲ | Commandos Strike at Dawn | Erik Toresen                                                                          | |
| ۱۹۴۳ | Stage Door Canteen       | به جای خودش                                                                           | |
| ۱۹۴۵ | ترانه‌ای برای یادآوری     | Prof. Joseph Elsner                                                                   | تکنی کالر فیلمبرداری شده |
| ۱۹۴۵ | Counter-Attack           | Alexei Kulkov                                                                         | |
| ۱۹۴۶ | Angel on My Shoulder     | Eddie Kagle/Judge Fredrick Parker                                                     | |
| ۱۹۵۲ | Imbarco a mezzanotte     | The Stranger With A Gun                                                               | در ایالات متحده با عنوان Stranger on the Prowl. |
| ۱۹۵۹ | آخرین مرد خشمگین         | Dr. Sam Abelman                                                                       | جشنواره بین‌المللی فیلم ماردل پلاتا نامزدی — جایزه اسکار بهترین بازیگر نقش اول مرد نامزدی — جایزه حلقه منتقدان فیلم نیویورک برای بهترین بازیگر نقش اول مرد |